# Ooperipatellus decoratus
Ooperipatellus decoratus är en klomaskart som först beskrevs av Baehr 1977.  Ooperipatellus decoratus ingår i släktet Ooperipatellus och familjen Peripatopsidae. Inga underarter finns listade i Catalogue of Life.